# Hell on Earth (musikalbum av Toxic Holocaust)
Hell on Earth är det andra studioalbumet till det amerikanska black metal/thrash metal-bandet Toxic Holocaust, utgivet som 12" vinyl oktober 2005 av skivbolaget Nuclear War Now! Productions. En remastrad utgåva utgavs 2008 av Relapse Records.

## Låtlista
Sida A - Ratiation
1. "Intro" (instrumental) – 1:26
2. "Metallic Crucifixion" – 1:48
3. "Arise from the Cemetery" – 3:01
4. "Send Them to Hell" – 3:07
5. "Thrashing Death" – 2:38
6. "Burn" – 3:06

Sida B - Fallout
1. "Death Camp" – 3:04
2. "Never Stop the Massacre" – 1:25
3. "Time to Die" – 1:38
4. "Ready to Fight" – 3:52
5. "Hell on Earth" – 2:31

- Text och musik: Joel Grind

## Medverkande
Musiker (Toxic Holocaust-medlemmar)
- Joel Grind – sång, gitarr, basgitarr, trummor

Bidragande musiker
- Bobby Steele – sologitarr

Produktion
- Mark Reategui – omslagsdesign
- Ed Repka – omslagskonst
- Mick Mullin – re-mastering (2008-utgåvan)